# The Scalphunters
The Scalphunters is een Amerikaanse western uit 1968 onder regie van Sydney Pollack.

## Verhaal
De pelsjager Joe Bass moet het opnemen tegen Jim Howie, die samen met zijn bende en zijn liefje Kate door het land reist.

## Rolverdeling
| Acteur            | Personage  |
| ----------------- | ---------- |
| Burt Lancaster    | Joe Bass   |
| Shelley Winters   | Kate       |
| Telly Savalas     | Jim Howie  |
| Ossie Davis       | Joseph Lee |
| Dabney Coleman    | Jed        |
| Paul Picerni      | Frank      |
| Dan Vadis         | Yuma       |
| Armando Silvestre | Two Crows  |
| Nick Cravat       | Yancy      |
| Tony Epper        | Bendelid   |
| Chuck Roberson    | Bendelid   |
| John Epper        | Bendelid   |
| Jack Williams     | Bendelid   |